# Wake-on-ring
Wake-on-Ring (WOR, někdy též Wake-on-Modem, WOM) je v informatice specifikace, která umožňuje počítačům a jiným zařízením „se vzbudit“ z režimu spánku nebo hibernace a začít vykonávat svou činnost.
Základním předpokladem je, že je počítači zaslán signál přes telefonní linku (tj. vyzvánění) prostřednictvím modemu, který způsobí zapnutí počítače a zahájení provozu. Běžně byl používán u archivních databází a BBS.
Faxy fungují na velice podobném systému, ve kterém jsou většinou nečinné, dokud nepřijde signál, který je podnítí k provozu.
Tento styl dálkového ovládání byl převážně nahrazen Wake on LAN, které je novější, ale funguje v podstatě stejným způsobem.